# Bataille de Reichenbach (1762)
 (juin 2023).
Si vous disposez d'ouvrages ou d'articles de référence ou si vous connaissez des sites web de qualité traitant du thème abordé ici, merci de compléter l'article en donnant les références utiles à sa vérifiabilité et en les liant à la section « Notes et références ».
Ne doit pas être confondu avec Bataille de Reichenbach.
Guerre de Sept Ans
Batailles
- Minorque (navale) (1756)
- Pirna (1756)
- Lobositz (1756)
- Reichenberg (1757)
- Prague (1757)
- Kolin (1757)
- Hastenbeck (1757)
- Gross-Jägersdorf (1757)
- Moys (1757)
- Rochefort (1757)
- Rossbach (1757)
- Breslau (1757)
- Leuthen (1757)
- Carthagène (navale) (1758)
- Olomouc (1758)
- Saint-Malo (1758)
- Rheinberg (1758)
- Krefeld (1758)
- Domstadl (1758)
- Cherbourg (1758)
- Zorndorf (1758)
- Saint-Cast (1758)
- Tornow (1758)
- Lutzelberg (1758)
- Hochkirch (1758)
- Bergen (1759)
- Kay (1759)
- Minden (1759)
- Kunersdorf (1759)
- Neuwarp (navale) (1759)
- Hoyerswerda (1759)
- Baie de Quiberon (navale) (1759)
- Maxen (1759)
- Meissen (1759)
- Glatz (1760)
- Landshut (1760)
- Corbach (1760)
- Emsdorf (1760)
- Dresde (1760)
- Warburg (1760)
- Liegnitz (1760)
- Rhadern (1760)
- Berlin (1760)
- Kloster Kampen (1760)
- Torgau (1760)
- Belle-Île (1761)
- Langensalza (1761)
- Cassel (1761)
- Grünberg (1761)
- Villinghausen (1761)
- Ölper (1761)
- Kolberg (1761)
- Wilhelmsthal (1762)
- Burkersdorf (1762)
- Lutterberg (1762)
- Reichenbach (1762)
- Almeida (1762)
- Valencia de Alcántara (1762)
- Nauheim (1762)
- Vila Velha de Ródão (1762)
- Cassel (1762)
- Freiberg (1762)

- Jumonville Glen (1754)
- Fort Necessity (1754)
- Fort Beauséjour (1755)
- 8 juin 1755
- Monongahela (1755)
- Petitcoudiac (1755)
- Lac George (1755)
- Fort Bull (1756)
- Fort Oswego (1756)
- Kittanning (1756)
- En raquettes (1757)
- Pointe du Jour du Sabbat (1757)
- Fort William Henry (1757)
- German Flatts (1757)
- Lac Saint-Sacrement (1758)
- Louisbourg (1758)
- Le Cran (1758)
- Fort Carillon (1758)
- Fort Frontenac (1758)
- Fort Duquesne (1758)
- Fort Ligonier (1758)
- Québec (1759)
- Fort Niagara (1759)
- Beauport (1759)
- Plaines d'Abraham (1759)
- Sainte-Foy (1760)
- Neuville (1760)
- Ristigouche (navale) (1760)
- Mille-Îles (1760)
- Signal Hill (1762)

- Cap-Français (1757)
- Martinique (1759)
- Guadeloupe (1759)
- Dominique (1761)
- Martinique (1762)
- Cuba (1762)

- Chandernagor (1757)
- Plassey (1757)
- Gondelour (1758)
- Négapatam (navale) (1758)
- Condore (1758)
- Madras (1758)
- Pondichéry (navale) (1759)
- Masulipatam (1759)
- Chinsurah (1758)
- Wandiwash (1760)
- Pondichéry (1760-1761)
- Manille (1762)

- Saint-Louis (1758)
- Gorée (1758)
- Gambie

La bataille de Reichenbach est une bataille de la guerre de Sept Ans qui a lieu le 16 août 1762 entre la Prusse et l'Autriche.

## Situation initiale
Après la bataille de Burkersdorf, les Prussiens encerclent la forteresse de Schweidnitz, tandis que les Autrichiens sous les ordres de Daun se sont repliés derrière les monts des Hiboux. Au début du mois d'août, Frédéric II est informé que Daun transfère ses principaux magasins de Braunau à Habelschwerdt. Le roi en déduit que les Autrichiens voulaient tenter de désenclaver Schweidnitz. Cette hypothèse est renforcée par l'annonce que le corps autrichien du général Beck (de) s'approche de la Haute-Silésie et rejoignent la force principale de Daun. Frédéric II fait alors appel aux troupes du duc de Bevern. Le 13 août, les Prussiens font leur jonction à Peilau (de), au sud-ouest de Reichenbach.
Frédéric II prend alors des dispositions pour repousser une attaque des forces autrichiennes qui se rassemblent entre Wartha et Silberberg. Il divise son armée en deux groupes : le groupe du duc de Bevern avec environ 14 bataillons et l'artillerie à l'est de Nieder- et Mittel-Peilau avec l'aile gauche sur le Fischerberg, le groupe du général von Möllendorff avec dix bataillons et l'artillerie à Peterswaldau avec l'aile droite sur les montagnes. Le roi rejoint le second groupe.
La position des deux groupes forme un angle dont la pointe se trouve près de Reichenbach. Pour assurer la sécurité et la liaison entre les deux groupes, le général von Werner (de) est positionné avec environ 30 escadrons au sud de Peterswaldau, avec des troupes avancées sur le Herrleinberg (de) et le Hutberg et avec des éléments près de Herrenvorwerk à l'est de Reichenbach. Le général von Zieten, avec 43 escadrons, protège les sorties de montagne à Peiskersdorf. Frédéric II ordonne que la division attaquée en premier lieu se limite à la défense, tandis que l'autre groupe doit se porter à son secours.

## Déroulement de la bataille
Le 15 août, les Autrichiens rassemblent leurs forces (environ 47 000 à 48 000 hommes) autour de Silberberg et entament le 16 août à 2 heures du matin leur marche en avant en trois colonnes pour attaquer l'aile gauche prussienne à Peilau. La colonne de droite sous les ordres de Lacy marche de Schönwalde sur Habendorf, la colonne du milieu sous les ordres du général Odonel de Schönwalde sur Langenbielau ainsi que la colonne de gauche sous les ordres de Laudon sur Neubielau. Après de durs combats, l'avant-garde du général Brentano repousse les forces prussiennes hors de Langenbielau et occupe la localité. Vers midi, les Autrichiens se mettent en marche sur la ligne Habendorf-Herrleinberg et commencent à planter leurs tentes. La suite de l'attaque autrichienne semble reportée au lendemain.
Vers 15 heures, les Autrichiens levent leurs tentes et se sont remis en marche. L'avant-garde et la colonne du milieu traversent Nieder-Peilau et Mittel-Peilau, mais sont ensuite arrêtées par des tirs d'artillerie et d'infanterie prussiens venant de Fischerberg. Un duel d'artillerie s'engage alors entre les deux troupes. Au même moment, l'aile droite autrichienne du général Lacy avance - cachée par les montagnes - par Ober-Peilau. Une forte division sous les ordres du général Beck contourne discrètement les Prussiens et attaque le Fischerberg par le flanc et par l'arrière.
Le duc de Bevern défend sa position, car il attend l'aide du roi depuis Peterswaldau. Les troupes autrichiennes sous les ordres de Beck peuvent être stoppées dans un premier temps, notamment grâce au terrain marécageux de Schobergrund. Le maréchal Daun, qui suit le combat sur une hauteur près de Habendorf, donne cependant à 17h30 l'ordre au général Lacy de cesser l'attaque sur le Fischerberg et de se retirer, car on lui a signalé l'arrivée de fortes forces prussiennes sur Reichenbach. Les Prussiens, sous le commandement du duc de Bevern, échappent ainsi au contournement complet.
À 18 heures, le général von Werner intervient en avançant avec une forte cavalerie et toute l'artillerie à cheval (16 canons) par Ernsdorf, en laissant Reichenbach sur sa droite. Il est suivi par neuf bataillons du général von Möllendorff. L'objectif de l'attaque est le flanc gauche des Autrichiens qui attaquent depuis Nieder-Peilau et Mittel-Peilau. L'action des unités de cavalerie est couverte par des tirs d'artillerie.
Les renforts autrichiens pour l'aile gauche n'arrivent pas à temps. La cavalerie autrichienne est "bousculée" par les Prussiens et jetée dans les flèches, de sorte que le général Brentano doit reprendre son aile gauche. Le général Daun donne alors l'ordre aux généraux Lacy et Brentano de rompre le combat et de retourner aux positions près de Habendorf. Le général Beck doit lui aussi se retirer. L'avancée rapide de Werner permet aux Prussiens de remporter la bataille.

## Conséquences
Frédéric le Grand renonce à poursuivre les Autrichiens, car il considère que sa tâche principale est la conquête de Schweidnitz. La colonne Möllendorff est donc rattachée aux troupes de Bevern. Le matin du 17 août, la reconnaissance annonce que Daun se dirige vers le Silberberg. La forteresse de Schweidnitz tombe finalement cinq semaines plus tard.
Chez les Prussiens, 138 hommes sont tués, 234 blessés et 614 disparus, tandis que chez les Autrichiens, environ 800 sont blessés et tués, ou 340 sont faits prisonniers.